# Solution en biologie moléculaire
Cet article dresse la liste de quelques-unes des solutions les plus couramment utilisées dans les laboratoires de biologie moléculaire.
- Solution de 2-mercaptoéthanol
- EMS
- EMU
- Tampon phosphate salin (Tampon PBS)
- Tampon TAE
- Tampon TBE